# Lechriolepis
Lechriolepis är ett släkte av fjärilar. Lechriolepis ingår i familjen ädelspinnare.

## Dottertaxa tillLechriolepis, i alfabetisk ordning[1]
- Lechriolepis anomala
- Lechriolepis basirufa
- Lechriolepis citrina
- Lechriolepis conjuncta
- Lechriolepis cryptognoma
- Lechriolepis dewitzi
- Lechriolepis diabolus
- Lechriolepis dimidiata
- Lechriolepis disparilis
- Lechriolepis flaveola
- Lechriolepis flavomarginata
- Lechriolepis fulvipuncta
- Lechriolepis griseola
- Lechriolepis gyldenstolpei
- Lechriolepis heres
- Lechriolepis itremensis
- Lechriolepis jacksoni
- Lechriolepis johannae
- Lechriolepis leopoldi
- Lechriolepis leucostigma
- Lechriolepis nephopyropa
- Lechriolepis nigrivenis
- Lechriolepis obscurata
- Lechriolepis ochraceola
- Lechriolepis pratti
- Lechriolepis pulchra
- Lechriolepis ranadimby
- Lechriolepis rotunda
- Lechriolepis stumpfi
- Lechriolepis tamsi
- Lechriolepis tapiae
- Lechriolepis tessmanni
- Lechriolepis totaviridis
- Lechriolepis varia